# Watchorn Provincial Park
Watchorn Provincial Park är en park i Kanada.   Den ligger i provinsen Manitoba, i den sydöstra delen av landet, 1 800 km väster om huvudstaden Ottawa. Watchorn Provincial Park ligger 247 meter över havet. Den ligger vid sjön Reed Lake.
Terrängen runt Watchorn Provincial Park är mycket platt. Trakten runt Watchorn Provincial Park är nära nog obefolkad, med mindre än två invånare per kvadratkilometer.. 